# 三省堂編修所
三省堂編修所（さんせいどうへんしゅうじょ）とは、かつて、三省堂に設置されていた部署。以前の表記は三省堂編輯所。

## 概要
当時の三省堂には、辞書を担当する部署が二部門あった。
- 三省堂編修所

社内の筆者にあたり、自ら原稿を執筆し、かつ編集作業も担当する。
- 辞書課

外部の筆者が執筆した原稿の編集作業を担当する。
1974年に三省堂が会社更生法の適用を受け倒産した際に、これらは統合され、部署としての三省堂編修所は存在しなくなった。部署としてはなくなったが、現在でも、主に社内の編集者が執筆した辞書については、編者名を三省堂編修所としている。

## 辞典・事典の例
- 大辞林 第2版

編者：松村明、三省堂編修所
- 広辞林 第6版

編者：三省堂編修所 （辭林や廣辭林 新訂版などの編者は金沢庄三郎）
- デイリーコンサイス英和辞典 第7版

編者：三省堂編修所
- デイリーコンサイス和英辞典 第6版

編者：三省堂編修所
- デイリーコンサイス国語辞典 第4版

編者：佐竹秀雄、三省堂編修所